# Neiafu
Neiafu é a segunda maior cidade de Tonga. Possui uma população de 6.000 habitantes.
Neiafu é o centro administrativo de Vava'u, é também um importante centro para o turismo.